# Casa Rădulescu
Casa Rădulescu este un monument istoric aflat pe teritoriul municipiului Curtea de Argeș.

## Istoric și trăsături
Prezintă un plan în formă de L, fără prispă, de un caracter aparte în cadrul construcțiilor tradiționale. Se remarcă fereastra, cu transpunerea în lemn a modelului clasic al solbancului, ușa gârliciului și învelitoarea de șiță, păstrate din construcția originală.

## Imagini din exterior

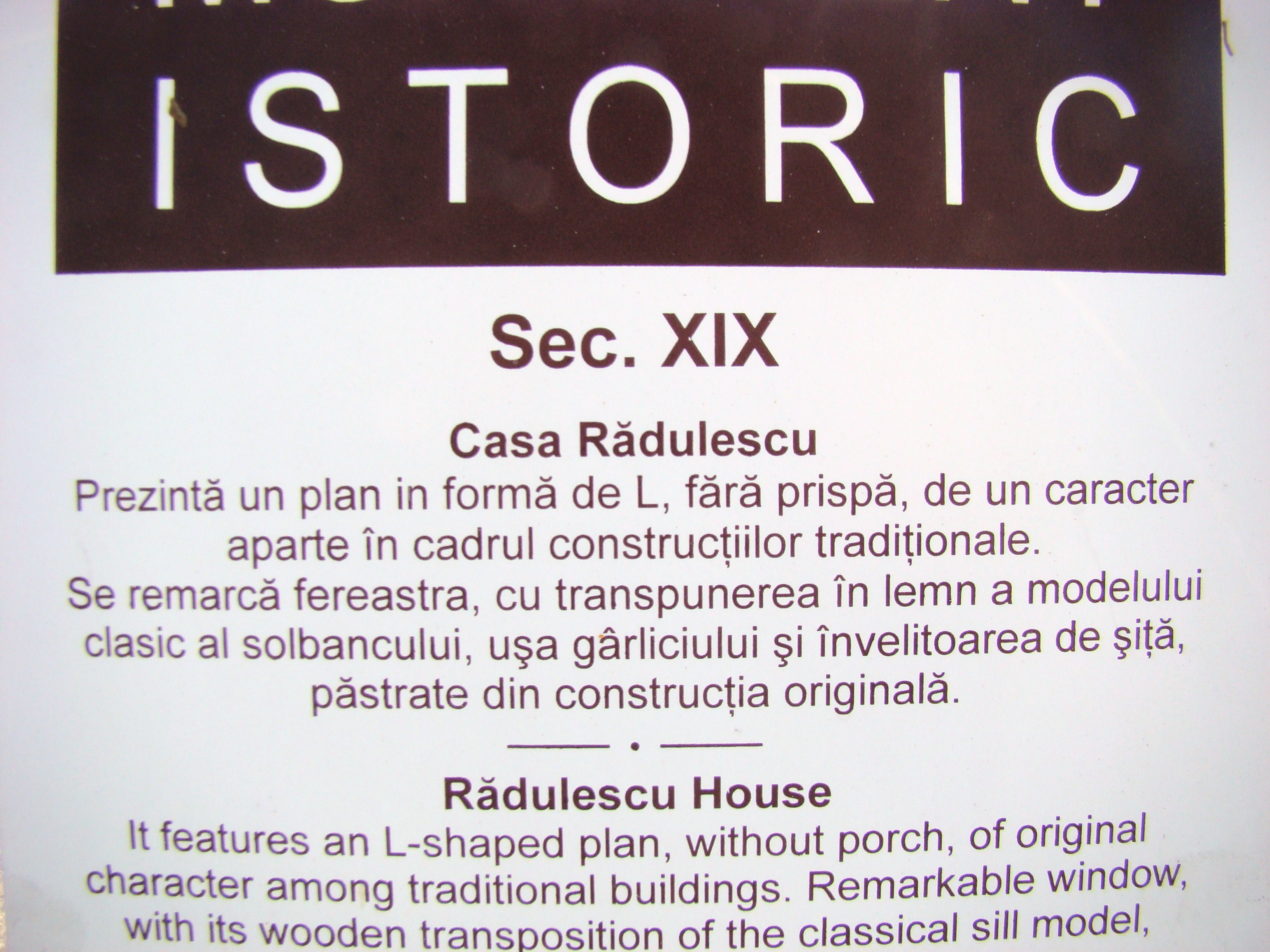
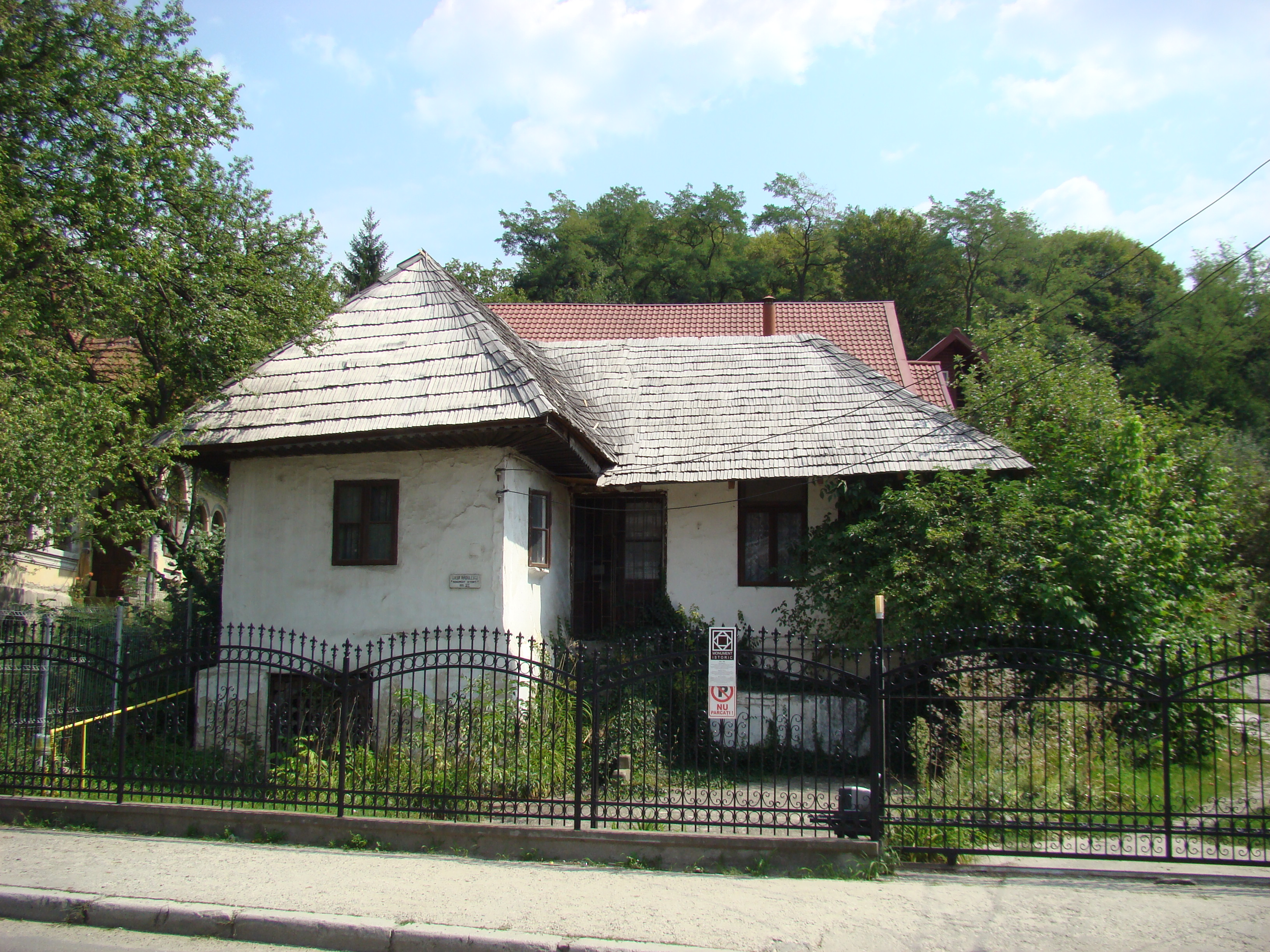
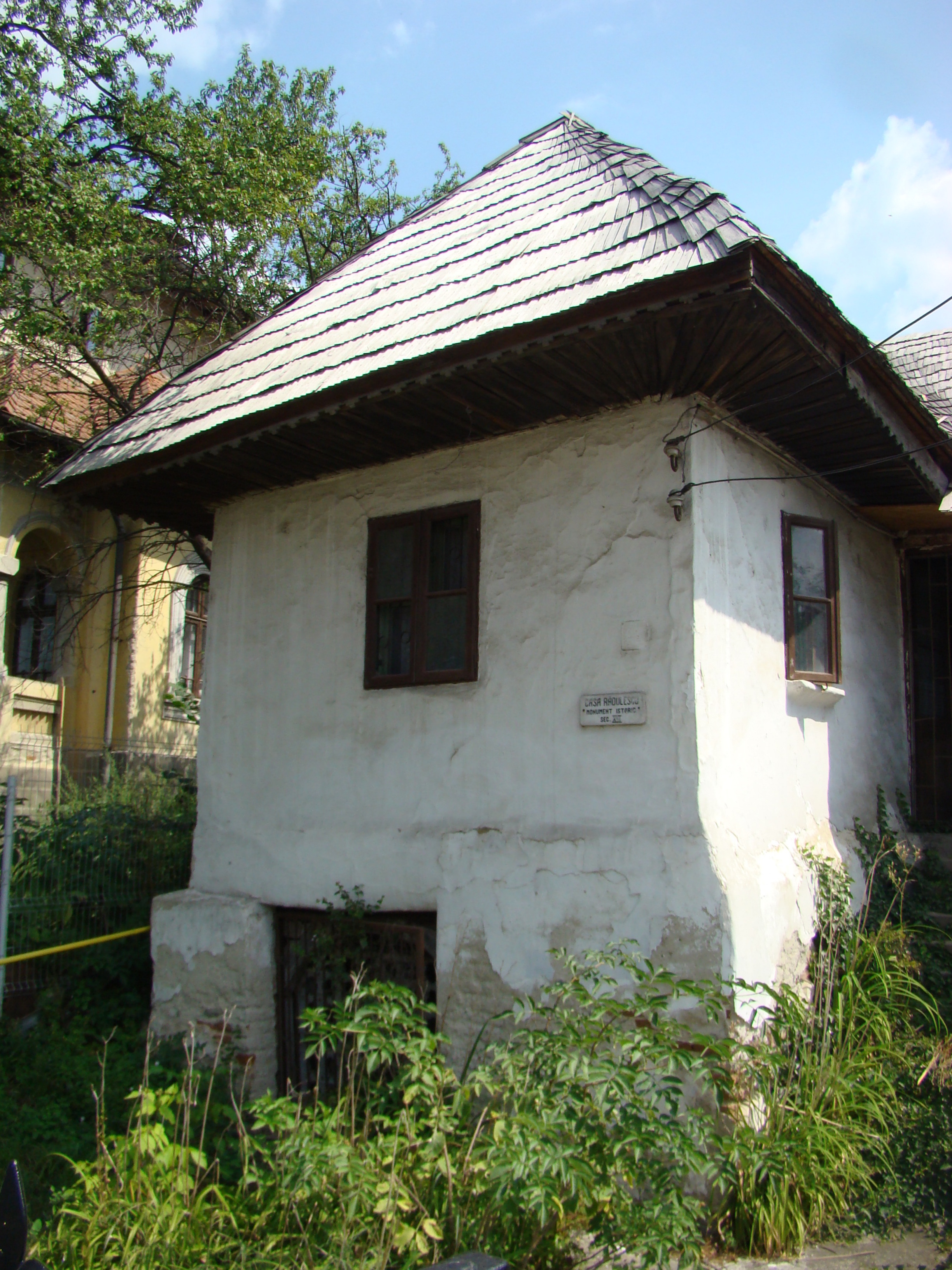
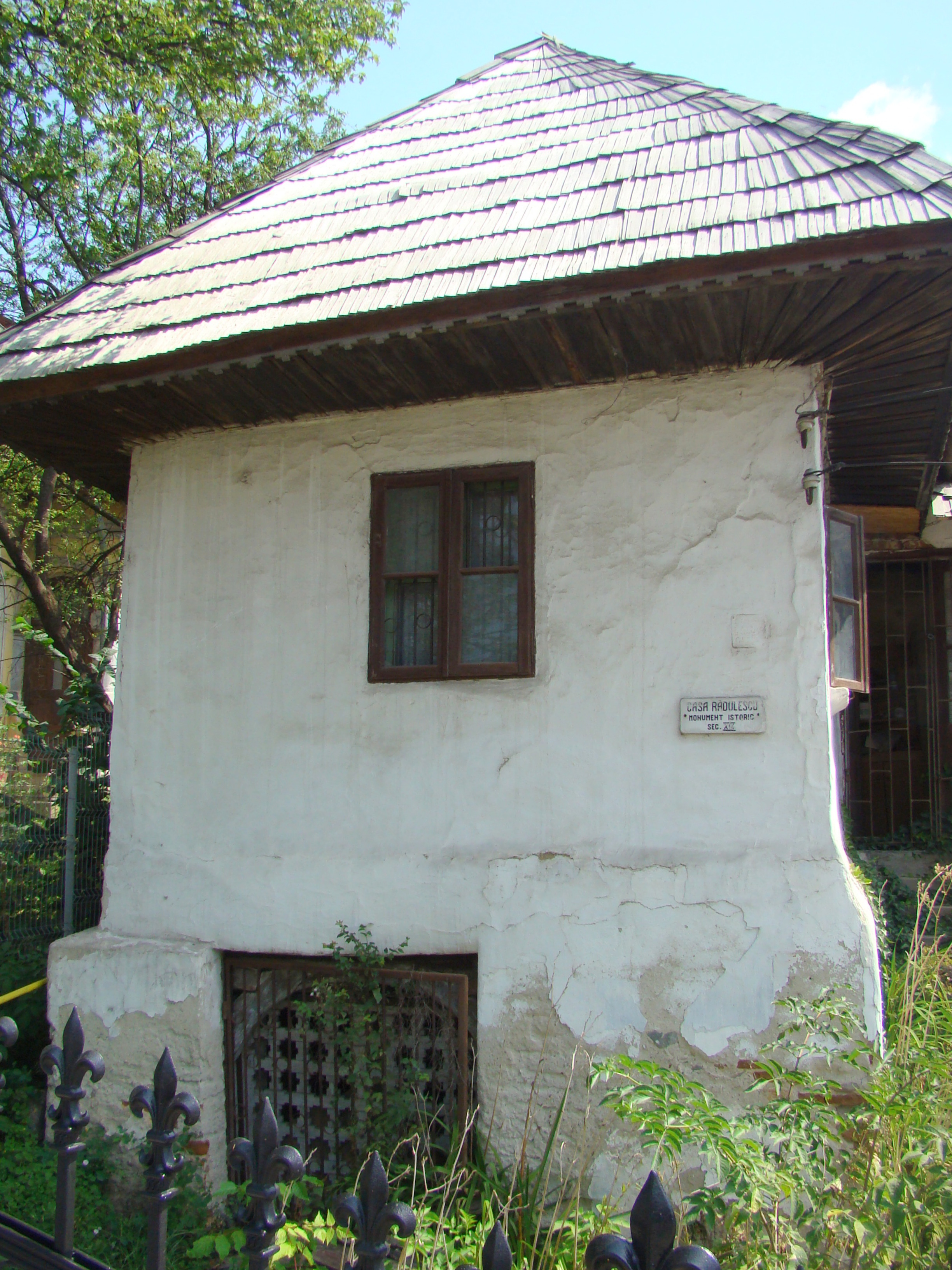
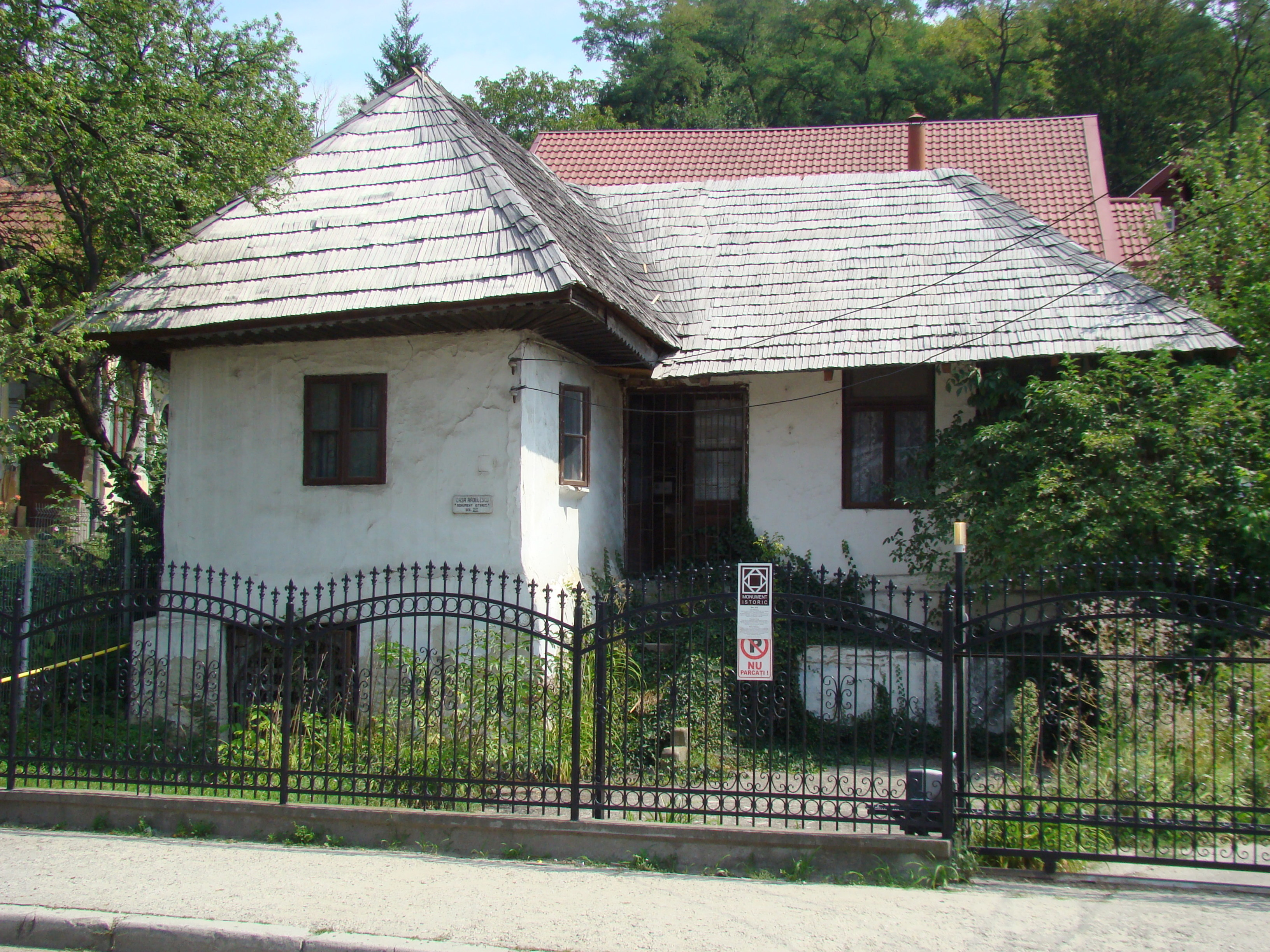
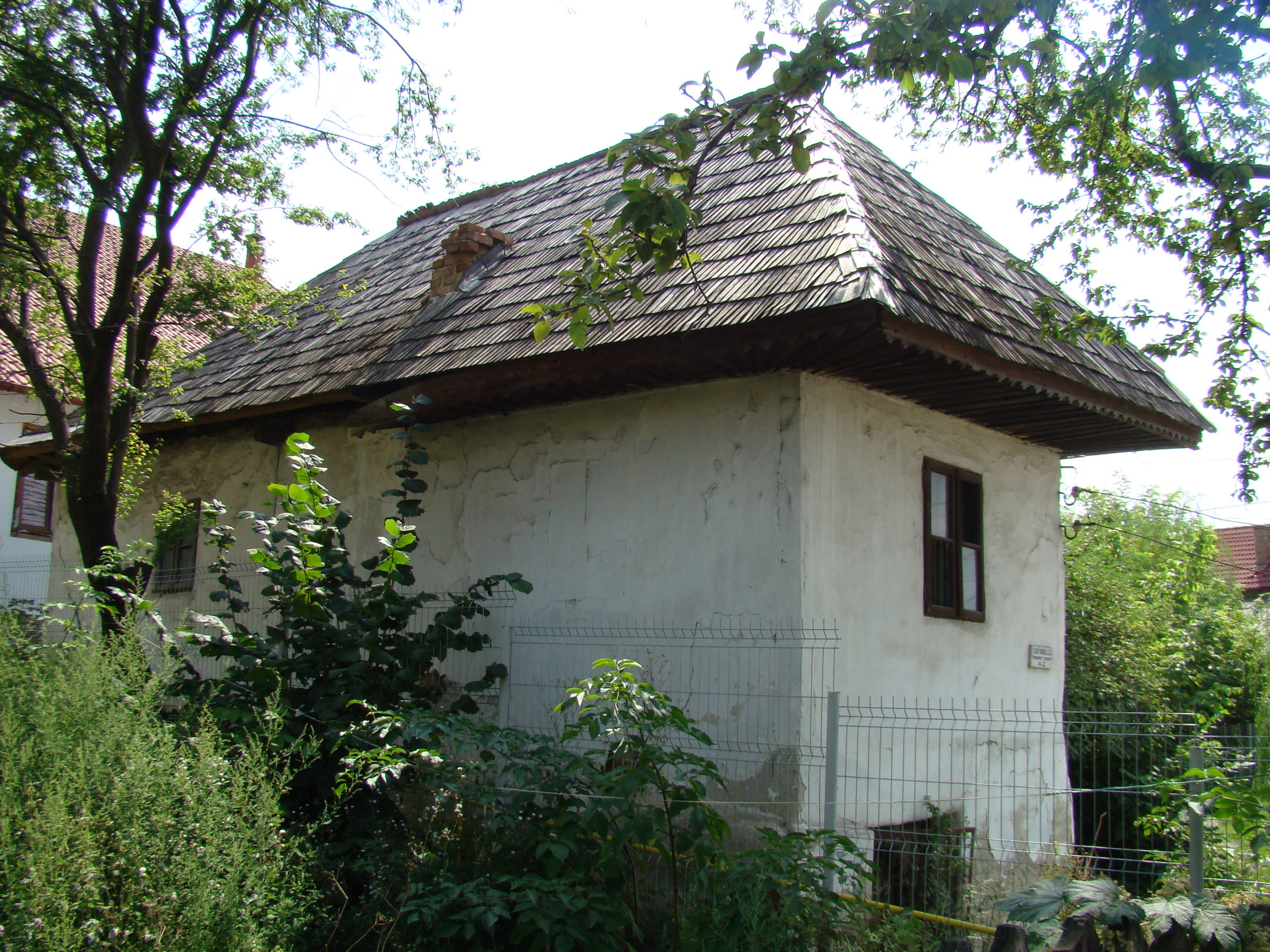
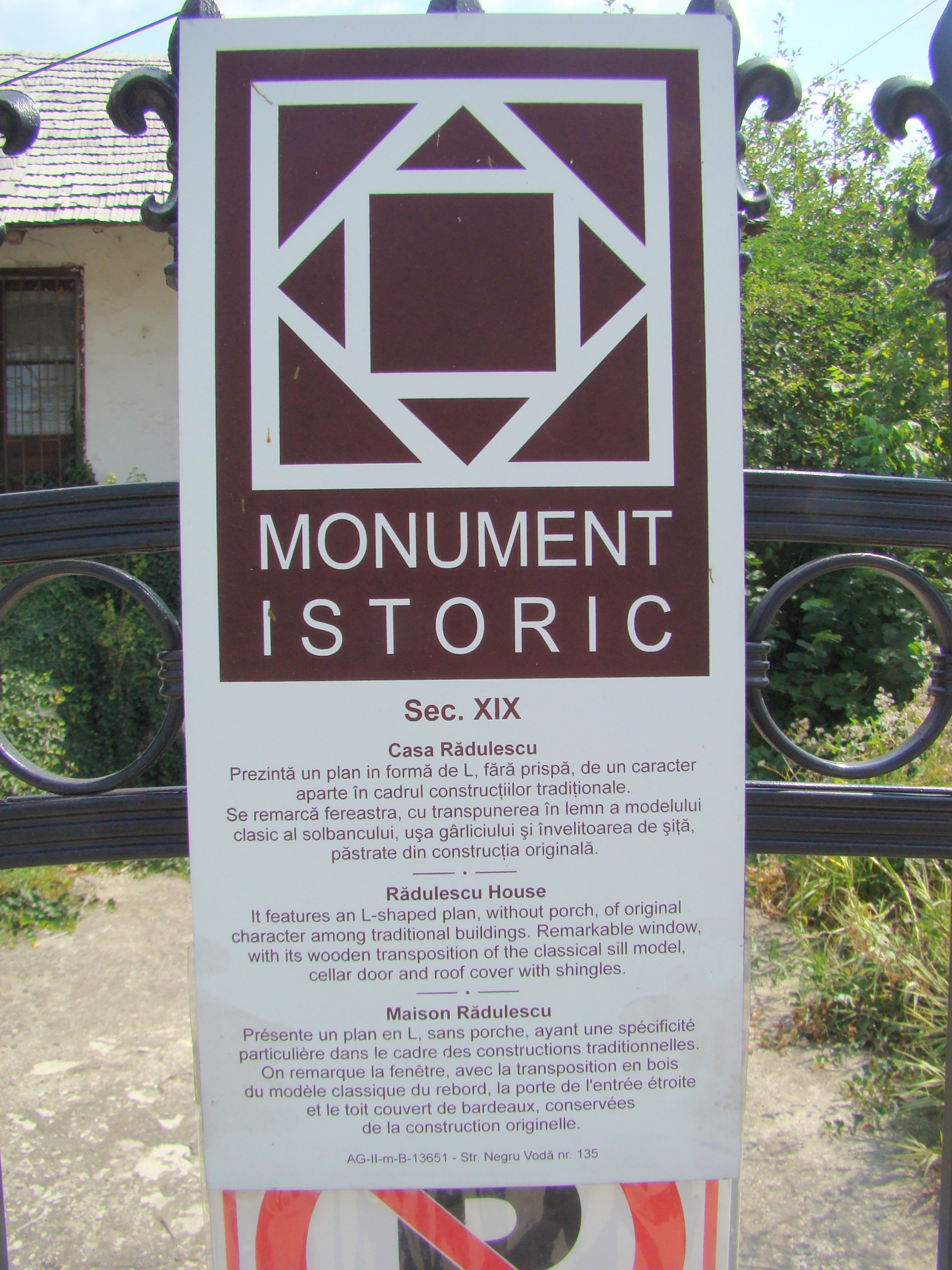

## Vezi și
- Curtea de Argeș